# نيتو (لاعب كرة قدم مواليد 1982)
نيتو هو لاعب كرة قدم برازيلي في مركز الوسط، ولد في 19 يونيو 1982 في سالفادور في البرازيل. لعب مع نادي باهيا ونادي برازيل دي بيلوتاس ونادي تريزه ونادي غاما ونادي فيرانوبوليس.